# John Dougherty (Politiker, 1857)
John Dougherty (* 25. Februar 1857 in Iatan, Platte County, Missouri; † 1. August 1905 in Liberty, Missouri) war ein US-amerikanischer Politiker. Zwischen 1899 und 1905 vertrat er den Bundesstaat Missouri im US-Repräsentantenhaus.

## Werdegang
Noch in seinem Geburtsjahr kam John Dougherty mit seinen Eltern nach Liberty, wo er später die öffentlichen Schulen und das William Jewell College besuchte. Zwischen 1885 und 1888 gab er die Zeitung „Liberty Tribune“ heraus. Nach einem anschließenden Jurastudium und seiner 1889 erfolgten Zulassung als Rechtsanwalt begann er in Liberty in diesem Beruf zu arbeiten. Außerdem war er fünf Jahre lang Anwalt seiner Heimatstadt und sechs Jahre lang Staatsanwalt im Clay County.
Politisch war Dougherty Mitglied der Demokratischen Partei. 1896 bewarb er sich innerhalb seiner Partei erfolglos um die Nominierung für die anstehenden Kongresswahlen. Bei den Kongresswahlen des Jahres 1898 wurde er dann im dritten Wahlbezirk von Missouri in das US-Repräsentantenhaus in Washington, D.C. gewählt, wo er am 4. März 1899 die Nachfolge von Alexander Monroe Dockery antrat. Nach zwei Wiederwahlen konnte er bis zum 3. März 1905 drei Legislaturperioden im Kongress absolvieren.
Im Jahr 1904 wurde John Dougherty von seiner Partei nicht mehr zur Wiederwahl nominiert. Nach seinem Ausscheiden aus dem US-Repräsentantenhaus praktizierte er wieder als Anwalt. Er starb bereits fünf Monate nach dem Ende seiner letzten Legislaturperiode am 1. August 1905 in Liberty, wo er auch beigesetzt wurde.